# Kelvin Harrison jr.
Kelvin Harrison jr.  (New Orleans, 23 juli 1994) is een Amerikaans acteur.

## Levensloop
Harrison begon zijn carrière in 2013 met kleine rollen in de films Ender's Game en 12 Years a Slave. Zijn doorbraak kwam als Travis in de horrorfilm It Comes at Night uit 2017 en in 2019 kreeg hij bredere erkenning voor zijn werk in Luce en Waves. Vervolgens verscheen hij in films als The High Note (2020), The Trial of the Chicago 7 en Elvis (2022). Hij ontving onderscheidingen als een Screen Actors Guild Award (uitstekende prestatie door een cast in een film voor The Trial of the Chicago 7) en nominaties voor een British Academy Film Award (EE Rising Star Award) en een Independent Spirit Award (beste mannelijke hoofdrol voor Luce).

## Filmografie

### Film
| Jaar                       | Titel                 | Rol                                        | Opmerking    |
| -------------------------- | --------------------- | ------------------------------------------ | ------------ |
| 2013                       | 12 Years a Slave      | Victim 2                                   |              |
| 2013                       | Ender's Game          | Salamandar                                 | Niet genoemd |
| 2015                       | A Sort of Homecoming  | Eliot                                      |              |
| 2015                       | Dancer and the Dame   | Kenny Basset                               |              |
| 2016                       | The Birth of a Nation | Simon                                      |              |
| 2017                       | Mudbound              | Weeks                                      |              |
| 2017                       | It Comes at Night     | Travis                                     |              |
| 2018                       | Monsters and Men      | Zyrick                                     |              |
| 2018                       | Assassination Nation  | Mason                                      |              |
| 2018                       | Monster               | Steve Harmon                               |              |
| 2018                       | Jinn                  | Tahir                                      |              |
| 2018                       | JT LeRoy              | Sean                                       |              |
| 2019                       | Luce                  | Luce Edgar                                 |              |
| 2019                       | The Wolf Hour         | Freddie                                    |              |
| 2019                       | Gully                 | Jesse                                      |              |
| 2019                       | Bolden                | Frankie Duson                              |              |
| 2019                       | Waves                 | Tyler Williams                             |              |
| 2020                       | The Photograph        | Andy Morrison                              |              |
| The High Note              | David Cliff           |                                            |              |
| The Trial of the Chicago 7 | Fred Hampton          |                                            |              |
| 2021                       | Cyrano                | Christian                                  |              |
| 2022                       | Elvis                 | B.B. King                                  |              |
| 2022                       | Chevalier             | Joseph Bologne, Chevalier de Saint-Georges |              |
| 2024                       | Mufasa: The Lion King | Taka (stem)                                |              |

### Televisie
| Jaar      | Titel               | Rol                                   | Opmerkingen                                |
| --------- | ------------------- | ------------------------------------- | ------------------------------------------ |
| 2015      | Into the Badlands   | Jolyon                                | Aflevering: "Chapter V: Snake Creeps Down" |
| 2016      | Underground         | Teenage Runaway                       | Aflevering: "The White Whale"              |
| 2016      | Chicago P.D.        | Michael Ellis                         | Aflevering: "Justice"                      |
| 2016      | Roots               | Winslow                               | Aflevering: "Part 4"                       |
| 2016      | Shots Fired         | Joey Campbell                         | 3 afleveringen                             |
| 2016–2017 | StartUp             | Touie Dacey                           | 12 afleveringen                            |
| 2017      | NCIS: New Orleans   | Cadet Lieutenant Commander Max Cabral | Aflevering: "The Last Stand"               |
| 2019      | Godfather of Harlem | Teddy Greene                          | 10 afleveringen (hoofdrol, seizoen 1)      |